# رائول آرخمی
رائول آرخمی (انگلیسی: Raúl Argemí؛ زادهٔ ۲۱ فوریهٔ ۱۹۴۶ در لا پلاتا، آرژانتین) نویسنده داستان‌های جنایی و روزنامه‌نگار اهل آرژانتین که بعد از دوازده سال زندگی در بارسلونا مرکز کاتالونیا در کشور اسپانیا، اکنون در بوینس آیرس زندگی می‌کند. آثار او جوایز مختلفی در اسپانیا گرفته‌است که از جمله جایزه دشیل همت برای نویسندگان داستان‌های جنایی و آثارش به فرانسه، ایتالیایی، هلندی، آلمانی و فارسی ترجمه شده‌است.
آرخمی کار خود را با نویسندگی و کارگردانی تئاتر آغاز کرد و در اوایل دههٔ ۱۹۷۰، در منازعات مسلحانهٔ آرژانتین نقش داشت و در همان درگیری‌ها دستگیر شد. او پس از آزادی در سال ۱۹۸۴، به کار روزنامه‌نگاری پرداخت و همزمان با تغییر هزاره، به اسپانیا مهاجرت کرد و در این کشور توانست حرفهٔ نویسندگی را پی بگیرد و رمان‌های خود را یکی بعد از دیگری منتشر کند.